# Al-Miqdadiyya (distrikt)
al-Miqdadiyya (arabiska: قضاء المقدادية) är ett distrikt i Irak.   Det ligger i provinsen Diyala, i den centrala delen av landet, 90 km nordost om huvudstaden Bagdad.
Följande samhällen finns i al-Miqdadiyya:
- Baquba
- Khāliş
- al-Miqdadiyya